# Sans (Undertale)
Sans è un personaggio immaginario ideato da Toby Fox, illustrato da Temmie Chang e uno dei personaggi principali del videogioco Undertale. Sans è uno scheletro, fratello di Papyrus, pigro a cui piace fare battute e bere ketchup. Sans appare anche in Deltarune come commesso del suo negozio.
Il personaggio è stato accolto positivamente dalla critica e dal pubblico grazie al suo umorismo e al suo brano di battaglia, Megalovania, diventando uno dei personaggi più popolari del videogioco e un meme di Internet. Sans ha ricevuto anche diverso Merchandising ed è stato aggiunto al videogioco crossover Super Smash Bros. Ultimate come costume per Mii.

## Concezione e sviluppo
Sans fu concepito da Toby Fox per il suo videogioco Undertale. L'autore si "ispirò specialmente" al fumetto online Helvetica di J. N. Wiedle, dove i protagonisti sono degli scheletri con nomi ispirati all'omonimo carattere. Fox fece un schizzo del personaggio sul suo quaderno universitario e lo chiamò "Comic Sans" come il carattere. Nei suoi appunti, Sans veniva riferito solo come "il fratello" del secondo boss del gioco, Papyrus. Durante lo sviluppo di Undertale, Fox volle dare a Sans più battute sulle ossa, ma ne scartò alcune perché non le considerava abbastanza divertenti. L'autore collaborò con Temmie Chang per finalizzare il design. Chang commentò che il personaggio sembrasse "un giocatore di poker di un casinò". Per la sua musica di battaglia, Fox scelse Megalovania, un brano che aveva composto per una sua ROM hack di EarthBound e riutilizzato anche in Homestuck. L'artista Drak illustrò la "Steam Trading Card" del personaggio che venne distribuita insieme altre carte basate su Undertale. Fox pensò che sarebbe stato interessante se Sans fosse stato assente dalla carta e poteva essere visto nell'illustrazione completa, a uno dei lati, addormentato. Dal momento che non aveva idea se Steam avrebbe accettato un carta del genere, aggiunse una luce di un riflettore al centro dell'immagine, sperando che "la presenza dormiente (di Sans) continuerà a sorprendere qualcuno ogni tanto".
Come suo fratello, Sans è uno dei pochi personaggi del gioco i cui dialoghi non sono nel carattere predefinito, ma con il Comic Sans minuscolo, tranne per alcuni momenti in cui spiega le meccaniche di gioco al giocatore o lo minaccia per le azioni commesse. Quando il gioco venne localizzato in lingua giapponese, questo fu cambiato a causa di alcune difficoltà tecniche. I dialoghi di Sans vennero quindi adattati in un "carattere irreverente e carino" che potrebbe essere usato nella pubblicità o in un variety show televisivo.

## Descrizione del personaggio
Sans è uno scheletro, fratello maggiore di Papyrus. È molto pigro e sfaticato, ma possiede un'incredibile furbizia, intelligenza e forza. Ama il ketchup, le freddure e suonare il trombone. Vuole molto bene a suo fratello e cerca di proteggerlo sempre: se il giocatore uccide Papyrus, Sans inizia a odiarlo e non interagisce più con l'umano. Il suo colore è l'azzurro e le sue abilità sono simili a quelle di Papyrus.  Il suo tema musicale è "sans.", mentre quelli di battaglia sono "Megalovania",nel finale genocida, e "Song That Might Play When You Fight Sans"; quest'ultima non viene tuttavia utilizzata nel gioco.

## Biografia del personaggio
Prima degli avvenimenti di Undertale, Sans si è trasferito, insieme a suo fratello Papyrus, a Snowdin. Papyrus viene assunto come un apprendista guardia reale e costringe suo fratello ad aiutarlo nella cattura degli umani. Sans segue Frisk, il giocatore, nella foresta di Snowdin nel mentre che commenta i puzzle di suo fratello. Frisk rincontrerà Sans spesso durante la sua avventura, il quale cercherà di vendergli oggetti mentre fa battute. Successivamente, lo invita a mangiare al ristorante insieme a lui e gli spiega come ha fatto amicizia con Toriel, a cui ha promesso di non uccidere alcun umano che sarebbe finito nel Sottosuolo, rivelando al giocatore che, se non avesse mai fatto quella promessa, "lo avrebbe già ucciso da tempo".
Frisk rincontrerà nel "Last Corridor", in cui gli spiega il vero significato di "EXP" (Excecution Point) e "LV" (Level of Violence) e lo giudicherà per poi scomparire nel nulla. Il giudizio e i dialoghi cambieranno a seconda di quanti mostri ha ucciso il giocatore. Nel caso si fosse intrapreso il finale genocida, Sans attaccherà il giocatore nel corridoio per fermarlo. Sans inoltre possiede tutti i ricordi di tutte le volte che il giocatore ha perso, prendendolo anche in giro prima della battaglia.
In Deltarune ha comprato da Grillby, il locale di Undertale, trasformandolo in una drogheria. Si rivela essere un amico intimo di Toriel e prega Kris di poter far compagnia a suo fratello l'indomani.

## Altri media
Al di fuori del franchise di origine, un costume per il Fuciliere Mii basato su Sans è stato aggiunto in Super Smash Bros. Ultimate come contenuto scaricabile il 4 settembre 2019. Il suo outfit è stato aggiunto anche in Among Us in un evento chiamato "Indie Hour" insieme ad altri personaggi di Undertale.

## Accoglienza

### Popolarità

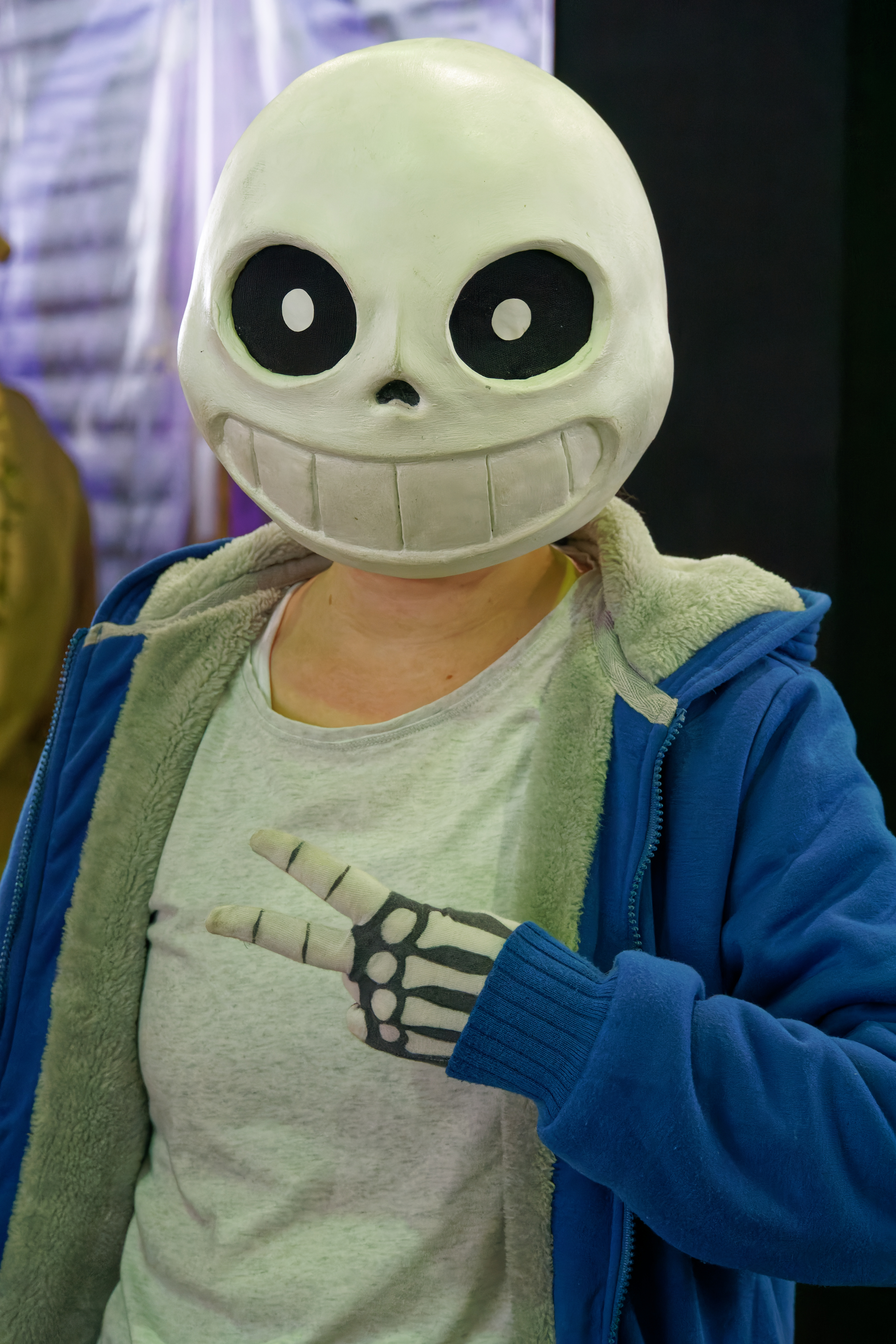
Cosplayer di Sans al Made in Asia 2022

Sans è divenuto in poco tempo uno dei personaggi più popolari di Undertale. Nell'Undertale Q&A del 2016, Sans e suo fratello Papyrus sono stati i due personaggi che hanno ricevuto più domande da parte dei fan.
Sans è stato oggetto anche di controversie. Il fandom del videogioco ha minacciato e perseguitato lo YouTuber Markiplier per avere dato a Sans una voce "da bifolco", costringendo il content creator a smettere di continuare a giocare dopo solo due episodi. Alcuni membri del fandom inoltre hanno ideato video, descritti dalla critica Chloe Spencer di Kotaku "imbarazzanti" e "cringe", di Sans e suo fratello in atti romantici e sessuali, includendo anche tropi classici di anime.
Il personaggio è stato oggetto di fan art, cosplay, mod e altre creazioni non ufficiali.

### Critica
Sans è stato accolto positivamente dalla critica. Colin Campbell di Polygon ha considerato Sans uno dei migliori personaggi videoludici degli anni 2010, elogiando soprattutto il suo senso di umorismo e sostenendo che «Quando fa una battuta, la telecamera zooma su di lui mentre fa l'occhiolino. Non stanca mai». Anche il suo brano di battaglia, Megalovania, è stato accolto positivamente. Nel 2015, Ben Davis di Destructoid ha elogiato l'inaspettata comparsa di Sans in The 700 Club, affermando «Come può qualcuno trovare una canaglia così adorabile come Sans, demoniaco?».
La critica ha discusso ed elogiato il rapporto tra Sans e suo fratello Papyrus. Alana Hagues di RPGFan ha affermato che sono le loro personalità distinte a renderli una bella coppia e ha apprezzato come il loro umorismo l'abbia aiutata ad "andare avanti in questo gioco strappalacrime" e "innamorarsi" dell'ambientazione. Nathan Grayson di Kotaku ha descritto i fratelli come due dei più "affascinati" personaggi di Undertale. Ha elogiato il loro rapporto e ha apprezzato come il loro umorismo venga presentato in modo "naturale". Ha notato che Sans e Papyrus, nonostante abbiano personalità completamente diverse che potrebbero incitare litigi, "si guardano sempre le spalle l'un dell'altro".
L'inclusione di Sans e il suo brano di battaglia, Megalovania, in Super Smash Bros. Ultimate è stata anch'essa accolta positivamente. C. J. Andriessen di Destructoid ha affermato che è stata l'aggiunta di Sans in Smash Bros. a fargli venire voglia di provare il gioco.

## Influenza culturale
Il personaggio e il suo brano Megalovania sono diventati ben presto un meme di Internet. Nel 2019, il wrestler Kenny Omega si è vestito come Sans nell'episodio del 30 ottobre di All Elite Wrestling: Dynamite. Nel 2020 il telegiornale australiano ABC News ha usato il tema principale di Sans, sans., nel suo servizio dedicato alle origini del COVID-19 e il suo impatto in Cina.
L'8 settembre 2022, Sans ha vinto il titolo di "Tumblr Sexyman definitivo" dopo un sondaggio di tre giorni tenuto su Twitter. Sans era arrivato in finale insieme a Arataka Reigen di Mob Psycho 100, battendolo con il 50,1% dei voti. Toby Fox per l'occasione pubblicò una corta fanfiction in cui Reigen prova in tutti i modi di superare Sans nel sondaggio, scrivendo che "Sans ha vinto senza fare nulla, mentre Reigen ha barato per arrivare in finale, solo per scontrarsi contro la dura verità che Tumblr non è interessato agli uomini convenzionalmente attraenti". La combattuta vittoria del personaggio ha portato alla creazione di diverse fan art e meme sia su Twitter che su Tumblr. Essendosi il sondaggio concluso lo stesso giorno della morte della regina Elisabetta II, generando altri meme.

### Merchandising
Sans ha ricevuto diverso Merchadising. Good Smile ha prodotto una Nendoroid basata sul personaggio in diverse pose. Nel 2016, Fangamer ha distribuito una sua action figure. Anche Banpresto ha prodotto merchandising basato su Sans, tra cui portachiavi, una statuina e un cuscino.